# Zurück nach Hause – Die unglaubliche Reise
Zurück nach Hause – Die unglaubliche Reise (Originaltitel Homeward Bound: The Incredible Journey) ist ein US-amerikanischer Film von Walt Disney Pictures aus dem Jahre 1993. Regie führte Duwayne Dunham. Das Drehbuch basiert auf dem Roman The Incredible Journey von Sheila Burnford. Bei dem Film handelt es sich um ein Remake von Die unglaubliche Reise (1963), ebenfalls eine Disney-Produktion.
1996 folgte die Fortsetzung Ein tierisches Trio – Wieder unterwegs (Homeward Bound II: Lost in San Francisco) unter Regie von David R. Ellis. Michael J. Fox und Sally Field sprachen auch hier im Original Chance und Sassy.

## Handlung
Amerikanische Bulldogge Chance, Ragdoll Sassy und Golden Retriever Shadow gehören den Kindern Jamie, Hope und Peter. Die Geschichte wird aus der Perspektive des jungen Rüden Chance erzählt. Des Weiteren können sich die Haustiere untereinander unterhalten, jedoch nicht mit Wild- oder Nutztieren sprechen. Anders als Sassy und Shadow ist Chance ein ehemaliger Streuner, der erst seit Kurzem bei der Familie lebt und glaubt, endlich ein Zuhause gefunden zu haben. Da er noch ein Junghund ist, verhält er sich teilweise verspielt und unvernünftig. Shadow hingegen hat bereits viele Jahre hinter sich und tadelt Chance oft für dessen Unvernunft. Die Katze Sassy ist eine zum Sarkasmus neigende Diva.
Eines Tages zieht die Familie vorübergehend nach San Francisco, da Bob, der Familienvater, überlegt, dort ein Jobangebot anzunehmen. Man hält es für das Beste, die Tiere nicht mitzunehmen, sondern sie vorübergehend bei einer Bekannten auf einer Farm zu lassen. Chance, Shadow und Sassy verstehen dies jedoch nicht und denken, sie würden zurückgelassen. Chance nimmt dies stillschweigend hin, da er bereits in der Vergangenheit ausgesetzt wurde und Menschen für allgemein untreu hält. Sassy und insbesondere Shadow jedoch wollen nicht daran glauben, verlassen worden zu sein. Als die Bekannte für einige Tage zum Viehtreiben geht und ihren Nachbar beauftragt, auf die Tiere aufzupassen, nutzt Shadow die Gelegenheit und bricht aus. Sassy folgt ihm widerwillig, zu guter Letzt schließt sich auch Chance an. Aufgrund eines Missverständnisses glaubt der Nachbar, die Haustiere seien zum Viehtreiben mitgenommen worden.
Die Vierbeiner machen sich unter Shadows Führung auf den Weg nach Hause, in dem Glauben es bereits zum Abend erreicht zu haben. Als sie allerdings einen Bergkamm erreichen, stoßen sie lediglich auf die endlose Wildnis der Sierra Nevada. Shadow beschließt dennoch, den Weg nach Hause zu wagen, woraufhin ihm Chance und Sassy folgen.
Die Familie hat mittlerweile von dem Verschwinden der Haustiere erfahren, woraufhin Bob Suchzettel aushängt. Währenddessen treffen die drei Fortgelaufenen auf einen Grizzlybären, dem sie jedoch entkommen können. Bei der Überquerung eines reißenden Flusses fällt Sassy ins Wasser und stürzt einen Wasserfall hinunter. Die Hunde geben die Suche bald auf, da sie denken, die Katze habe den Sturz nicht überlebt. Diese wird jedoch von einem, alleine in der Natur lebenden Naturforscher gefunden und aufgepäppelt. Zeitgleich sehen sich die Hunde mit einem Puma konfrontiert. Sie schaffen es ihn zu überlisten, indem sie ihm eine Falle stellen, in der das Raubtier mittels eines querliegenden, länglichen Felsens in einen Canyon katapultiert wird.
In ihrer Siegesfreude werden die beiden von der mittlerweile wieder gesunden Sassy gehört. Es folgt eine Wiedervereinigung, in deren Anschluss der neugierige Chance von einem Stachelschwein im Gesicht verletzt wird. Bald darauf finden die drei ein kleines, offensichtlich verloren gegangenes Mädchen, auf das sie die Nacht über aufpassen. Am nächsten Morgen hört Shadow die Suchtrupps, eilt zu diesen hin und alarmiert sie durch sein Bellen. Das Mädchen wird zusammen mit Sassy und Chance gefunden, die Tiere werden außerdem von zwei Rangern identifiziert. Sie bringen die Vierbeiner in ein Tierheim, aus dem diese eigentlich von ihrer bereits informierten und überglücklichen Familie abgeholt werden sollen. Allerdings laufen die drei abermals fort, da sie glauben, sie müssten im Tierheim bleiben. Enttäuscht zieht die Familie wieder in ihr eigentliches Zuhause, außerhalb von San Francisco.
Kurz darauf erreichen auch Chance, Shadow und Sassy die Heimatstadt ihrer Besitzer. Mit erneutem Tatendrang begeben sie sich auf die letzten Kilometer des vor ihnen liegenden Weges. Auf einer Baustelle stürzt Shadow in eine Grube und verletzt sich am Bein. Chance, der mittlerweile erkannt hat, wie viel ihm seine Freunde und Familie bedeuten, versucht den gebrechlichen Shadow zum Weitermachen zu überreden. Shadow erweist sich jedoch als zu alt und will zurückgelassen werden. Dann trennen sie sich. Kurz darauf sind Chance und Sassy mit Jamie und Hope wiedervereint. Diese hatten die Hoffnung bereits aufgegeben, ihre Haustiere je wiederzusehen. Peter allerdings wartet vergeblich auf seinen Hund Shadow. Als er bereits ins Haus zurückkehren will, sieht man seinen Hund aus der Ferne auf ihn zukommen. In einem Happy End ist die gesamte Familie wieder mit ihren Haustieren vereint.

## Kritik
Zurück nach Hause – Die unglaubliche Reise erhielt ein sehr gutes Presseecho. So erfasst der US-amerikanische Aggregator Rotten Tomatoes größtenteils wohlwollende Besprechungen und ordnet den Film als „Frisch“ ein. Das Magazin TV Spielfilm sah in dem „toll fotografierten Remake“ eine „anrührende Geschichte vor faszinierender Naturkulisse“. Auch das Publikum war begeistert. So vergaben US-Kinobesucher einen seltenen CinemaScore von A+ entsprechend der deutschen Schulnote 1+.

## Belege und weiterführende Informationen
1. 1 2  Zurück nach Hause – Die unglaubliche Reise. In: Rotten Tomatoes. Fandango, abgerufen am 27. Dezember 2024 (englisch, aggregiert aus 31 Kritiken).
2. ↑  Jury der FBW
3. ↑  Stephen Thomas Erlewine: Zurück nach Hause – Die unglaubliche Reise (Memento vom 21. Juni 2019 im Internet Archive) bei AllMovie (englisch)
4. 1 2  Pamela McClintock: Why CinemaScore Matters for Box Office. In: The Hollywood Reporter. 19. August 2011, abgerufen am 28. März 2013 (englisch).
5. ↑  Zurück nach Hause – Die unglaubliche Reise. In: TV Spielfilm. Abgerufen am 16. März 2022.